# Бернс (Вайоминг)
Бернс (англ. Burns, Wyoming) — город, расположенный в округе Ларами (штат Вайоминг, США) с населением в 285 человек по статистическим данным переписи 2000 года.

## География
По данным Бюро переписи населения США город Бернс имеет общую площадь в 8,03 квадратных километров, водных ресурсов в черте населённого пункта не имеется.
Город Бернс расположен на высоте 1682 метров над уровнем моря.

## Демография
По данным переписи населения 2000 года в Бернсе проживало 285 человек, 76 семей, насчитывалось 112 домашних хозяйств и 117 жилых домов. Средняя плотность населения составляла около 36,0 человек на один квадратный километр. Расовый состав Бернса по данным переписи распределился следующим образом: 96,14 % белых, 0,70 % — коренных американцев, 1,40 % — представителей смешанных рас, 1,75 % — других народностей. Испаноговорящие составили 2,11 % от всех жителей города.
Из 112 домашних хозяйств в 35,7 % — воспитывали детей в возрасте до 18 лет, 58,0 % представляли собой совместно проживающие супружеские пары, в 6,3 % семей женщины проживали без мужей, 32,1 % не имели семей. 25,0 % от общего числа семей на момент переписи жили самостоятельно, при этом 12,5 % составили одинокие пожилые люди в возрасте 65 лет и старше. Средний размер домашнего хозяйства составил 2,54 человек, а средний размер семьи — 3,13 человек.
Население города по возрастному диапазону по данным переписи 2000 года распределилось следующим образом: 30,5 % — жители младше 18 лет, 4,9 % — между 18 и 24 годами, 25,6 % — от 25 до 44 лет, 24,6 % — от 45 до 64 лет и 14,4 % — в возрасте 65 лет и старше. Средний возраст жителей составил 37 лет. На каждые 100 женщин в Бернсе приходилось 88,7 мужчин, при этом на каждые сто женщин 18 лет и старше приходилось 90,4 мужчин также старше 18 лет.
Средний доход на одно домашнее хозяйство в городе составил 31 875 долларов США, а средний доход на одну семью — 33 333 доллара. При этом мужчины имели средний доход в 23 929 долларов США в год против 19 286 долларов среднегодового дохода у женщин. Доход на душу населения в городе составил 15 460 долларов в год. 7,3 % от всего числа семей в округе и 14,7 % от всей численности населения находилось на момент переписи населения за чертой бедности, при этом 26,0 % из них были моложе 18 лет и 12,8 % — в возрасте 65 лет и старше.